# Renault
Renault je francuski proizvođač automobila osnovan 1899. Tvrtka proizvodi cijelu paletu automobila i kombi vozila, te u prošlosti, kamione, traktore, tenkove i autobuse. Godine 2011. Renault je bio treći najveći europski proizvođač automobila po proizvodnji automobila iza Volkswagen Groupe i PSA. 2012. je po proizvodnji bio jedanaesti najveći proizvođač automobila u svijetu.
Multinacionalna korporacija Renault je vlasnik 43,4% udjela u japanskom Nissanu, 99,43% udjela u rumunjskoj Daciji, 80,1% udjela u Renault Samsungu u Južnoj Koreji, 25% udjela u ruskom AutoVAZu i 1,55% udjela u njemačkom Daimler AG. Renault također posjeduje podružnice RCI Banque ( financije ), Renault Retail Group ( distribucija) i Motrio ( auto dijelovi ). Renault Trucks su od 2001. postali dio tvrtke Volvo Trucks. A Renault proizvodnja poljoporivrednih strojeva je od 2008. u vlasništvu njemačke tvrtke CLAAS. Renault ima zajedničko ulaganje u Turskoj pod nazivom Oyak – Renault, i još jedno u Iranu pod nazivom Renault Pars. Francuska vlada posjeduje 15% udjela u Renaultu.
Ako promatramo Renault-Nissan Alliance, kao jednog igrača na tržištu radi se o četvrtoj najvećoj automobilskoj grupi. Renault i Nissan ulažu značajne napore u razvoj električnog automobila, uložit će 5,16 miljardi $ u 8 električnih vozila tijekom četiri godine počevši od 2011.
Osnovno tržište za Renault je Europa. A još su poznati po svojoj bitnoj ulozi u moto sportu, s nizom uspjeha u reliju a posebno u Formuli 1.

## Povijest
Današnju automobilsku tvrtku Renault S.A. osnovali su 1899. godine Louis, Marcel i Fernand Renault i Thomas Evert, pod imenom Sociéte Renault Frères, sa sjedištem u francuskom gradu Boulogne-Billancourtu. Prvi proizvedeni automobil bio je Renault Voiturette 1 CV (1898.). Osim osobnih automobila, proizvodili su i kamione, poljoprivredne strojeve i autobuse. Kako bi populizirali svoje modele automobila i potaknuli prodaju, sudjelovali su na relijima do 1903. godine kad je Marcel Renault poginuo tijekom automobilske utrke.
Za vrijeme Prvog svjetskog rata, Renault je proizvodio vojne zrakoplove, tenkove, kamione, municiju, ambulantna kola i taksije koji su prevozili vojnike na front. U međuratnom periodu, tvrtka je usvojila prepoznatljivi dijamantni logo (1924.). Tijekom Drugog svjetskog rata, Renault je proizvodio kamione za naciste, zbog čega je Louis Renault, nakon oslobođenja Francuske, bio uhićen, a njegova tvornica 1945. godine nacionalizirana i preimenovana u La Régie Nationale des Usines Renault (RNUR).
Godine 1946. Renault je proizveo 4CV, prvi francuski automobil sa stražnjim motorom i prvi model Renaultovog auta prodan u više od milijun primjeraka. Godine 1956. pušten je u prodaju novi model, Renault Dauphine, da bi 1961. godine bio proizveden legendarni Renault 4, koji je do prestanka proizvodnje u prosincu 1994. godine bio prodanu u više od 8 milijuna primjeraka i izvezen u više od 100 zemalja svijeta.
Tvrtka Renault sudjelovala je u utrkama Formule 1 od 1977. do 1986. godine i osvojila drugo mjesto među konstruktorima 1983. godine, dok je Williams-Renault osvojio prvo mjesto među konstruktorima 1992. godine. Tijekom tog vremena snabdijevala je Lotus i Tyrell s V6 turbo motorima.
Novi uspjeh na tržištu postigao je 1990. proizvodnjom Clia, koji je u 2012. godinu s četvrtom generacijom modela. Godine 1992. uspješno je lansiran model Twingo, a četiri godine kasnije tvrtka je privatizirana. Godine 1999. Renault je preuzeo 36,6% dionica japanskog Nissana i oformio savez Renault-Nissan, s kojim je 2006. godine držao 9% svjetskog tržišta automobila. Renault je i većinski vlasnik rumunjske Dacije (51% udjela; 1999.) i južnokorejskog Samsung Motorsa (70,1% udjela; 2000.) te manjinski vlasnik švedskog Volva.

## Trenutni modeli
Paleta trenutnih modela, godina predstavljanja/redizajna te karoserijske verzije.

### Osobna vozila
- Captur (2013.)
- Clio III (2005./2009.; hatchback s troje ili pet vrata, Grand Tourer)
- Clio IV (2012.); hatchback s pet vrata, Grand Tourer)
- Espace IV (2002./2012.; Grand Espace)
- Fluence (2010./2012.; baziran na Mégane III platformi)
- Kangoo II (2009./2013.)
- Koleos (2008./2011.)
- Laguna III (2007.; hatchback, Grand Tourer, coupe)
- Latitude (2011.)
- Mégane III (2009./2013.; Grand Tourer, coupe)
- Scénic III (2009./2013.; Grand Scénic, XMOD)
- Thalia (2008.)
- Twingo II (2007.)
- Wind (2010.)

### Gospodarska vozila
- Kangoo Express
- Master
- Trafic

## Koncepti
- Renault Altica

## Vanjske poveznice
- Renault Hrvatska
- Službena međunarodna stranica Renaulta  (engl.)
- Renault History and Models List (engl.)